# فرودگاه وایزلی
فرودگاه وایزلی (به انگلیسی: Wisley Airfield) یک فرودگاه است . این فرودگاه در کشور انگلستان قرار دارد .